# Jazz Johnson
Jaaziel Dante Johnson, detto Jazz (Portland, 26 settembre 1996), è un cestista statunitense.

## Carriera
Nel 2015 ha iniziato il periodo universitario presso la University of Portland, nella sua città natale. Un paio di anni più tardi ha accettato la chiamata di Eric Musselman, allenatore alla University of Nevada: avendo cambiato istituto, nel 2017-2018 non ha potuto giocare per via delle regole NCAA. La sua prima stagione a Nevada è stata dunque la 2018-2019, al termine della quale è stato nominato miglior sesto uomo della Mountain West Conference. L'anno seguente è stato invece inserito nel secondo miglior quintetto della suddetta conference, grazie ad un'annata da 15,9 punti, 3,3 rimbalzi e 2,0 assist di media, oltre al 41,7% al tiro da tre punti.
Il 29 luglio 2020 è stata ufficializzata la sua prima esperienza professionistica, con l'ingaggio da parte della Pallacanestro Cantù militante in Serie A. In Brianza Johnson è stato uno dei sei stranieri consentiti in rosa. Con 304 punti segnati in 28 partite (10,6 punti di media) è stato il giocatore biancazzurro con più punti totali all'attivo in regular season, ma la squadra è poi retrocessa in Serie A2.
In vista della stagione 2021-2022 si è legato al Pistoia Basket 2000 (Serie A2) con un accordo annuale. Nella prima parte di stagione ha viaggiato a 18,7 punti di media, contribuendo a portare la formazione toscana al secondo posto del proprio girone, fintanto che a partire dal 3 gennaio 2022 egli è stato sospeso poiché positivo ad un controllo antidoping svolto il 12 dicembre precedente. Scontata la squalifica di tre mesi, è tornato a vestire la canotta del club. L'annata pistoiese è terminata alle semifinali play-off, perse per 2-3 contro la Scaligera Verona.
Il 29 luglio 2022 è stato reso noto il suo ingaggio da parte di Rinascita Basket Rimini, squadra neopromossa in Serie A2 con cui Johnson ha iniziato la sua terza annata in Italia. Nel corso della stagione è diventato un autentico beniamino del pubblico. Con 479 punti in 24 partite è stato il miglior realizzatore per punti totali dell'intero girone rosso oltre che, per larghi tratti, anche per media punti (20,0 a partita, superato in questo caso solo da Russ Smith di Nardò arrivato a stagione in corso). Sempre nel proprio girone di regular season Johnson ha chiuso, inoltre, terzo per media assist (4,8), terzo per media falli subiti (5,8) e quinto per percentuale al tiro da tre punti (43,5%). Nelle cinque gare della seconda fase, visto anche l'infortunio del compagno di squadra Ogbeide, la sua media è aumentata a 22,6 punti a gara. Nelle quattro gare di play-off contro Treviglio ha invece segnato 20,6 punti di media.
È rimasto nella Serie A2 italiana anche per la stagione 2023-2024 diventando il primo giocatore americano della storia della Real Sebastiani Rieti, club fondato tre anni prima con l'intento di raccogliere l'eredità delle precedenti società professionistiche reatine. Nel marzo 2024, a campionato in corso, ha firmato un rinnovo per altri due anni, legandosi dunque fino al 30 giugno 2026. Nel frattempo si era imposto come miglior realizzatore dell'intero girone verde della regular season 2023-2024, con una media di 20,6 punti a partita. Grazie alle sue prestazioni è stato anche eletto MVP straniero dell'intera Serie A2 2023-2024. Johnson ha iniziato a Rieti anche stagione 2024-2025, mettendo a segno 15,2 punti e 2,9 assist nelle prime quattordici giornate. Il 3 dicembre 2024, tuttavia, con la formazione amarantoceleste ottava in classifica con un bilancio di 8 vittorie e 6 sconfitte, il giocatore è stato ufficialmente tagliato e sostituito da Jordan Harris, scelta per certi versi a sorpresa e discussa dalla piazza.
In contemporanea con la sua partenza da Rieti, il 4 dicembre 2024 è stato annunciato come nuovo giocatore del Gruppo Mascio Orzinuovi, altra società della Serie A2 2024-2025, dove ha preso il posto del connazionale Gabe DeVoe. Con i lombardi Johnson ha però disputato solo nove partite, poiché a fine gennaio è stato fermato da un infortunio al piede, nello specifico una fissurazione marginale profonda dell'aponeurosi plantare, che ha portato il club a rimpiazzarlo con Gerel Simmons.

## Palmarès
- Supercoppa LNP: 1

Pistoia: 2021